# Uranbergbau Müllenbach
Der Uranbergbau Müllenbach war ein aus den zwei Untersuchungsstollen, dem Kirchheimerstollen, benannt nach Franz Kirchheimer, dem Präsidenten des Geologischen Landesamtes Baden-Württemberg, und dem Sauersboschstollen, bestehendes Bergwerk im Baden-Badener Stadtteil Oberbeuern in Baden-Württemberg. Es diente zur Untersuchung eines Uranvorkommens am Westrand des nördlichen Schwarzwaldes zwischen Gernsbach-Staufenberg und Baden-Baden-Neuweier.

## Prospektion
Bereits 1951 hatte das Nachrichtenmagazin Der Spiegel über die Uranvorkommen im Schwarzwald berichtet. Im März 1973 erteilte das baden-württembergische Wirtschaftsministerium dem Bergbauunternehmen Saarberg-Interplan Uran GmbH die Erlaubnis, in einem 953 km² großen Gebiet nach Uran- und Thoriumerzen zu suchen. Zwischen 1973 und 1982 wurden mehrere Tausend Bohrungen mit insgesamt 80.000 Bohrmetern im Untersuchungsgebiet am Südrand der Lichtentaler Mulde zwischen Neuweier und Staufenberg durchgeführt. Die Prospektionserlaubnis wurde 1975 in eine Schürfkonzession, die bis 1984 befristet war, umgewandelt.
Im April 1974 wurde mit dem Auffahren des Kirchheimerstollens begonnen, er erreichte eine Länge von 150 m. 1975 wurde etwa 40 m tiefer der Sauersboschstollen aufgefahren, beide Stollen wurden mit einem Aufhauen verbunden.
Die Prospektion ergab, dass die Uranvererzungen in der Lagerstätte Müllenbach an oberkarbonische kohlige Tonsteine und Arkosen gebunden sind und dass sie die zweitbedeutendste Uranvererzung nach der Grube Krunkelbach im Schwarzwald darstellt. Sie konnte einen Vorrat von rund 1500 t Uran(V,VI)-oxid nachweisen.
Planungen für einen Uranabbau sahen eine industrielle Aufbereitungsanlage und Sickerteiche im oberen Waldbachtal bei Gernsbach vor. Aufgrund teils heftigen Widerstandes der Stadt Baden-Baden, von Umweltverbänden sowie von Bürgerinitiativen und Vereinen aus Baden-Baden und Gernsbach bei gleichzeitig nicht zu erwartender Wirtschaftlichkeit wurde der Bergbau 1984 eingestellt.

## Nachwirkungen
Das Gestein aus dem Bergbau wurde im Sauersboschtal (6000 m³) und Müllenbachtal (500 m³) aufgehaldet und stellt eine nicht zu unterschätzende Altlast dar.
Die Prospektionstätigkeit erlaubte eine eingehende geologische Untersuchung der uranführenden lithostratigraphischen Formation, die in der Folge als Staufenberg-Formation benannt wurde.
Seit 2013 ist der Zugang zum Sauersboschstollen ein Teil des Naturschutzgebiets Sauersbosch, Pfrimmersbach- und Märzenbachtal.